# Unité urbaine d'Hennebont
L'unité urbaine d'Hennebont est une unité urbaine française de Bretagne, située dans le Morbihan, centrée sur la commune d'Hennebont.

## Données générales
En 2010, selon l'Insee, l'unité urbaine était composée d'une seule commune.
En 2020, à la suite d'un nouveau zonage, elle est composée de deux communes, son périmètre ayant été étendu à la commune d'Inzinzac-Lochrist.
En 2022, avec 22 462 habitants, elle représente la 4e unité urbaine du département du Morbihan.
En 2019, sa densité de population s'élève à 358 hab/km2. Par sa superficie, elle ne représente que 0,9 % du territoire départemental mais, par sa population, elle regroupe 3 % de la population du département du Morbihan.

## Composition selon la délimitation de 2020
Elle est composée des deux communes suivantes :
| Nom                      | Code Insee | Département | Statut       | Superficie (km2) | Population (dernière pop. légale) | Densité (hab./km2) | Modifier                                    |
| ------------------------ | ---------- | ----------- | ------------ | ---------------- | --------------------------------- | ------------------ | ------------------------------------------- |
| Hennebont (ville-centre) | 56083      | Morbihan    | ville-centre | 18,57            | 15 831 (2022)                     | 853                | modifier les données · modifier les données |
| Inzinzac-Lochrist        | 56090      | Morbihan    | banlieue     | 44,67            | 6 631 (2022)                      | 148                | modifier les données · modifier les données |

## Démographie
| 1968   | 1975   | 1982   | 1990   | 1999   | 2008   | 2013   | 2019   |
| ------ | ------ | ------ | ------ | ------ | ------ | ------ | ------ |
| 16 153 | 17 342 | 18 557 | 19 165 | 18 807 | 20 461 | 22 130 | 22 610 |

#### Données générales
- Unité urbaine
- Aire d'attraction d'une ville
- Aire urbaine (France)
- Liste des unités urbaines de France

#### Données démographiques en rapport avec l'unité urbaine d'Hennebont
- Aire d'attraction de Lorient
- Arrondissement de Lorient